# Tratatul de la Versailles
Tratatul de la Versailles din 1919 este un tratat de pace creat ca rezultat al negocierilor de 6 luni purtate la Conferința de Pace de la Paris din 1919, ce a dus la încheierea oficială a Primului Război Mondial între forțele Aliaților (Franța, Anglia, SUA, Italia, Japonia, Polonia, România, Serbia, Cehoslovacia) și cele ale Puterilor Centrale (Germania, Austro-Ungaria, Imperiul Otoman, Bulgaria). Tratatul este urmarea armistițiului semnat la 11 noiembrie 1918, în pădurea din Compiègne, ce a pus punct luptelor. Tratatul stipula ca Germania să-și asume completa responsabilitate pentru declanșarea războiului și să plătească mari compensații (reparații de război) trupelor aliate. Germania pierdea, de asemenea, teritorii în favoarea țărilor vecine, suferea o severă limitare a forțelor militare și a fost deposedată de coloniile sale africane și cele de dincolo de ocean. Reprezentanții noului Guvern german (Republica de la Weimar) au fost obligați de către învingători să semneze acest tratat, altfel luptele aveau să înceapă iarăși. Ministrul de Externe al Germaniei, Hermann Müller, a semnat Tratatul la 28 iunie 1919. Tratatul a fost ratificat de către Liga Națiunilor la 10 ianuarie 1920. În Germania, tratatul a cauzat un șoc, resimțit, deseori, ca o traumă sau un complex anti-Versailles, care, în cele din urmă, a contribuit la colapsul Republicii de la Weimar, în 1933, și la accederea lui Adolf Hitler la putere.

## Condiții
Tratatul prevedea crearea Ligii Națiunilor, un țel important pentru președintele american Woodrow Wilson. Liga Națiunilor avea să arbitreze conflictele dintre națiuni înainte ca ele să fi ajuns la război. Nu toate cele "14 puncte" ale președintelui Wilson au fost realizate, spre exasperarea atât a germanilor, cât și a lui Wilson. Cu alte cuvinte, principiul naționalităților s-a aplicat inconsecvent, doar atunci când convenea Aliaților victorioși. În cazul unor teritorii locuite în majoritate de populație germană s-a aplicat principiul istoric, nu cel național. Satisfacerea revendicărilor din partea Franței a fost obiectivul principal în acest tratat. Alte prevederi includeau cedarea unor colonii aflate sub dominație germană (Togo, Camerun, Africa Germană de Sud-Vest - azi, Namibia -, Africa Germană de Est - azi, Burundi și Rwanda - și pierderea unor teritorii anexate sau cucerite de către Germania în trecutul recent:
- Alsacia-Lorena (aparținând Franței, din secolul XVII până în 1871), prin politica expansionistă a lui Ludovic al XIV-lea, a fost redată Franței (14.522 km², 1.815.000 locuitori, (în 1905));
- Nordul Schleswigului, zona Tønder în Schleswig-Holstein, după Plebiscitul Schleswig, a fost redat Danemarcei (3.228 km² sau 3.938 km²);
- majoritatea teritoriului din Marea Poloniei ("Provinz Posen") și estul regiunii Pomerania (Prusia de Vest), pe care Prusia îl cucerise în Glasvandul Poloniei, au fost redate Poloniei după Marea Răscoală Poloneză (53.800 km² cu 4.224.000 locuitori (în 1931), inclusiv 510 km² și 26.000 locuitori din Silezia Superioară);
- zona Hulczyn din Silezia Superioară a fost acordată Cehoslovaciei (316 sau 333 km² și 49.000 locuitori);
- Estul Sileziei Superioare, după plebiscit, a fost redat Poloniei (3.214 km² cu 965.000 locuitori);
- zona orașelor germane Eupen și Malmedy a fost acordată Belgiei;
- zona Soldau din Prusia de Est, incluzând calea ferată pe ruta Varșovia-Gdansk, a fost acordată Poloniei (492 km²).

Inconsecvența aplicării principiilor de drept, respectiv recurgerea la argumentul național doar în detrimentul Germaniei, nu și în cazul teritoriilor cu majoritate germană aflate în dispută, a dus la frustrările care au constituit sămânța celui de-al Doilea Război Mondial.